# كريستينا (ميناس جيرايس)
كريستينا، ميناس جيرايس هي بلدية في ولاية ميناس جيرايس في المنطقة الجنوبية الشرقية من البرازيل.